# David Koller
David Koller (ur. 27 września 1960 w Pradze) – czeski piosenkarz i producent muzyczny.
Lider zespołu rockowego Lucie, z którym związał się w 1987 r. Występował również w innych formacjach rockowych, takich jak Kollerband, Pusa, Žentour, Jasná Páka i Blue Effect.

## Dyskografia

### Solo
- David Koller (1993)
- Kollerband (2003)
- Kollerband – dual disc (2005)
- Nic není na stálo (2006)
- Teď a tady (2010)
- Kollerband – Unplugged (2012)
- ČeskosLOVEnsko (2015)
- David Koller & Friends (2016)

### Z grupą Žentour
- Žentour 001 (1986)

### Z grupą Lucie

#### Albumy studyjne
- Lucie (1990)
- In the Sky (1991)
- Černý kočky mokrý žáby (1994)
- Pohyby (1996)
- Větší než malé množství lásky (1998)
- Slunečnice (2000)
- Dobrá kočzka která nemlsá (2002)
- EvoLucie (2018)

#### Kompilacje
- Vše nejlepší 88–99 (1999)
- The best of (2009)
- Platinum Combo 1990–2013 (2013)

#### Albumy koncertowe
- Lucie Live! (1992)
- Lucie v opeře (2003)